# 查爾科斯區
14°41′38″S 74°07′27″W / 14.69389°S 74.12417°W
查爾科斯區（西班牙語：Distrito de Chalcos），是秘魯的一個區，位於該國中南部阿亞庫喬大區的蘇克雷省，始建於1928年4月3日，面積58.4平方公里，海拔高度3,645米，2005年人口748，人口密度每平方公里13人。